# Методий Папаемануил
Методий (на гръцки: Μεθόδιος) е гръцки духовник, митрополит на Цариградската патриаршия.

## Биография
Роден е в Сяр (или в Аргирокастро) с фамилията Папаемануил (Παπαεμμανουήλ). Говори български език. В 1879 година завършва Семинарията в Халки с теза „За чистилището в Западната църква“. Служи първоначално като йеродякон при съгражданина си митрополит на Ганоска и Хорска епархия Тимотей, с чиято помощ учи в Халкинската семинария. По-късно става архидякон и протосингел на серския митрополит Натанаил.
На 30 май 1883 година е избран за дафнуски епископ срещу кандидатурите на дякон Дионисий Хариклеус и Константий Хадзиапостолу. През юни същата година е ръкоположен от митрополит Прокопий Мелнишки в съслужение с архиепископ Игнатий Неврокопски и епископ Дионисий Елевтеруполски и е назначен за викарий на Мелнишката митрополия с център във Валовища (Демирхисар). Методий е подходящ за поста с отличното си владеене на български и турски. Методий е характеризиран от серския гръцки консул Николаос Фундулис като „охотно предлагащ всичко за постигане на националните цели“, там където Прокопий Мелнишки показва „безразличие“.
На 7 май 1887 година Методий е преместен като глава на Дебърската и Велешка епархия на Патриаршията, като остава на поста четири години. През февруари 1891 година подава оставка. На 3 август 1891 година е избран за митрополит на Скопската епархия, където остава до смъртта си – неделя 17 ноември 1896 година.